# George Edward Restalic Bastin
George Edward Restalic Bastin, britanski general, * 1902, † 1960.